# Konståret 1941

## Händelser

### Okänt datum
- Ettore DeGrazias verk finns för första gången med i Arizona Highways.
- Bertil Damm väljs in som ledamot i Konstakademien.
- Konstnärsgruppen Gävleborgsgruppen bildas

## Verk
- Peter Belov – 1941.

## Födda
- 5 januari – Hayao Miyasaki, japansk animatör.
- 8 januari – Boris Vallejo, peruansk-amerikansk konstnär.
- 15 januari – Captain Beefheart (död 2010), amerikansk musiker och konstnär.
- 25 januari
  - Olle Kåks (död 2003), svensk konstnär.
  - Jean Sellem, fransk konstnär och professor i konstvetenskap vid Lunds universitet.
- 27 januari – Youri Messen-Jaschin, schweizfödd konstnär av lettisk härkomst.
- 6 april – Franko Luin (död 2005), svensk typsnittstecknare.
- 13 april – Lars Kleen, svensk bildkonstnär och skulptör.
- 15 maj – Leif Bolter, svensk konstnär.
- 1 juni – Hans Johnfors, svensk konstnär och grafiker.
- 22 juni
  - Kjell Borg (död 2009), svensk marinmålare.
  - Gösta Linderholm, svensk sångare, musiker, kompositör, textförfattare, konstnär.
- 7 juli – Bill Oddie, brittisk musiker, författare, skådespelare och konstnär.
- 22 juli – Vaughn Bodé (död 1975), amerikansk serietecknare.
- 31 juli – Keith Sonnier (död 2020), amerikansk konstnär inom minimalismen.
- 4 augusti – Bengt Åberg (död 2015), svensk konstnär (målare, grafiker och tecknare).
- 25 september – Carsten Regild (död 1992), svensk konstnär och reklammakare.
- 17 oktober – Yrjö Edelmann, svensk konstnär.
- 9 december – Dea Trier Mørch (död 2001), dansk grafiker och författare.
- 10 december – Roland Haeberlein, svensk konstnär och skulptör.
- okänt datum – Helmut Reichmann (död 1992), tysk konstnär, professor i industridesign och segelflygare.

## Avlidna
- 10 januari - John Lavery (född 1856), irländsk målare.
- 29 januari - Sigrid Blomberg (född 1863), svensk bildhuggare och grafiker.
- 6 februari
  - Maximilien Luce (född 1858), fransk målare.
  - Bror Lindh (född 1877), svensk konstnär medlem i Rackengruppen.
- 11 februari - Ruth Milles (född 1873), svensk skulptör och författare.
- 15 mars - Aleksej von Jawlensky (född 1864), rysk målare inom expressionismen.
- 13 april - Märta Måås-Fjetterström (född 1873), svensk textilkonstnär.
- 14 april - Guillermo Kahlo (född 1871), mexikansk fotograf.
- 15 april - Émile Bernard (född 1868), fransk målare och författare.
- 24 juli - Elin Alfhild Nordlund (född 1861), finländsk (finlandssvensk) bildkonstnär.
- 28 september - Axel Ebbe (född 1868), skånsk skulptör och författare.
- 22 oktober - Louis Marcoussis (född 1878), fransk konstnär, målare.
- 25 oktober - Robert Delaunay (född 1885), fransk målare.
- 2 november - John Jon-And (född 1899), svensk tecknare och dekorationsmålare.
- 30 november
  - Einar Törning (född 1884), svensk konstnär.
  - Ljuba Monastirskaja (född 1906), lettisk textilkonstnär.
- 30 december - El Lisitskij (född 1890), rysk konstnär inom konstruktivismen.
- okänt datum - William Jacob Baer (född 1860), amerikansk målare.